# Lagergeld

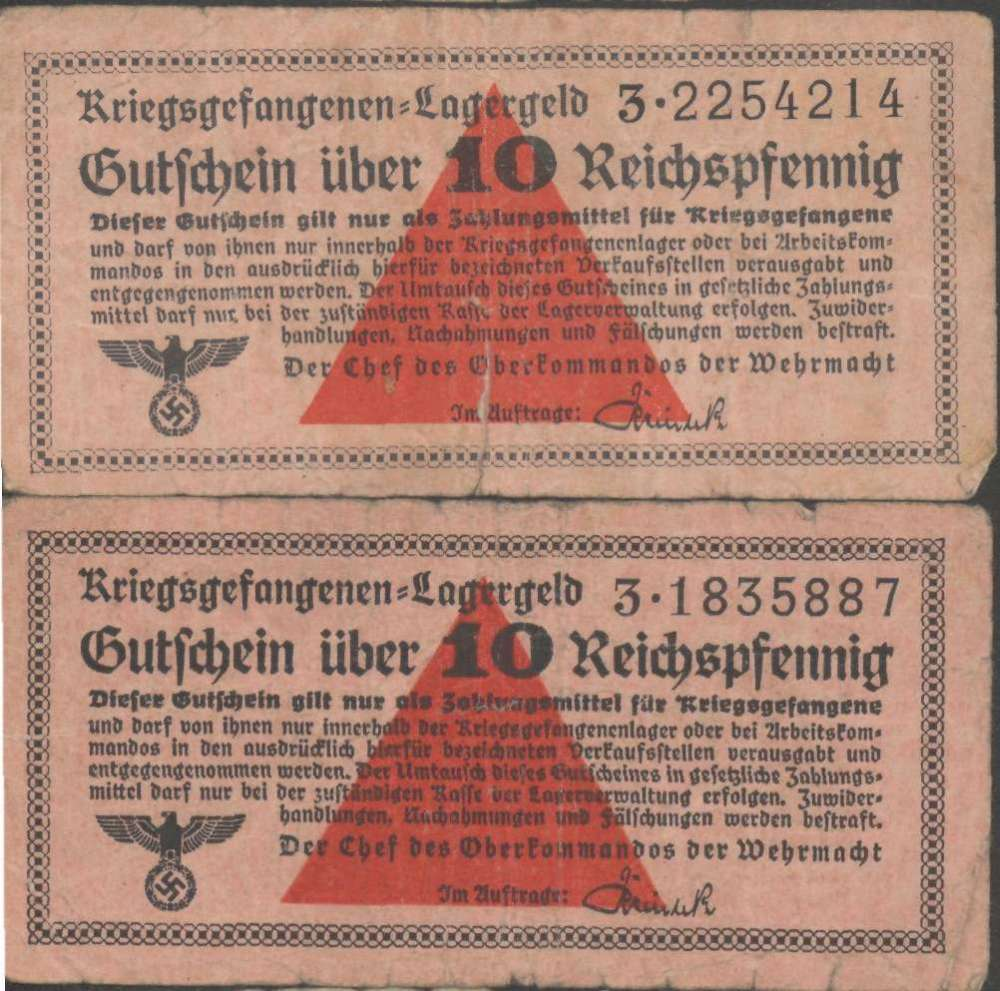
Lagergeld im Zweiten Weltkrieg – 10 Reichspfennig

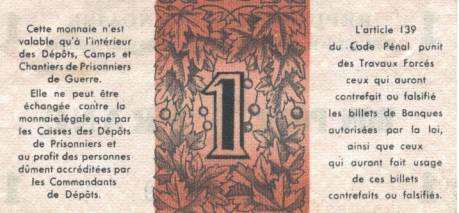
Lagergeld Frankreich im Zweiten Weltkrieg, Rückseite

Als Lagergeld wird eine Form von Notgeld bezeichnet, die in Internierungs- oder Kriegsgefangenenlagern an die Insassen anstelle regulären Geldes ausgegeben wird, um im Falle einer Flucht sicherzustellen, dass die Insassen nicht über Bargeld verfügen.
Ebenfalls als Lagergeld wird das Geld bezeichnet, das in den Konzentrationslagern und Ghettos im Nationalsozialismus an die Gefangenen ausgegeben wurde. Dieses Lagergeld bzw. Ghettogeld diente darüber hinaus der Ausplünderung und Entrechtung der Gefangenen.

## Geschichte
Das erste Lagergeld wurde im Siebenjährigen Krieg durch die Österreichische Armee in einem Kriegsgefangenenlager für preußische Offiziere bei Dresden ausgegeben. Die ältesten heute noch erhaltenen Lagerscheine stammen aus dem 1861 bis 1865 im Rahmen des Amerikanischen Bürgerkrieges eingerichteten Kriegsgefangenenlager Camp Douglas bei Chicago. Im Ersten Weltkrieg gab es eine Fülle unterschiedlicher Lagergeldausgaben, da es keine einheitlichen Regelungen gab und jede Lagerverwaltung eigene Modelle entwickelte.
Die Genfer Konvention über die Behandlung von Kriegsgefangenen von 27. Juli 1929 regelte in § 6 und § 24, dass der Kriegsgefangene sein Bargeld zwar abliefern müsse, dieses aber ihm nach der Kriegsgefangenschaft in gleicher Währung erstattet werden müsse. Zur Umsetzung wurden den Gefangenen Gutscheine über das abgegebene Geld ausgehändigt, die als Lagergeld genutzt wurden. Auch erhielten Offiziere in Kriegsgefangenschaft von der Siegermacht Soldzahlungen, die in Lagergeld geleistet wurden.
Im Ersten Weltkrieg wurden in vielen der zahlreichen k.u.k Kriegsgefangenenlagern eigene Münzen und Geldscheine als Lagergeld eingesetzt. Dabei wurde teilweise auch nach Offizieren und Mannschaften unterschieden.
Im Zweiten Weltkrieg wurde das Lagergeld sowohl in Deutschland als auch in Frankreich vereinheitlicht. Damit erhielten alle
Soldaten unabhängig davon, in welchem Lager sie interniert waren, einheitliche Scheine.

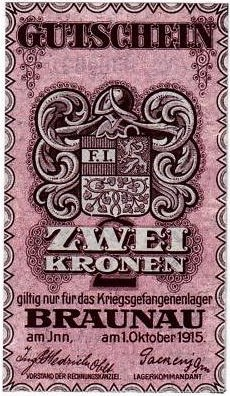
Erster Weltkrieg: Lagergeld Österreich
Erster Weltkrieg: Lagergeld Österreich 20 Heller Braunau am Inn, Vorderseite
Erster Weltkrieg: Lagergeld Österreich 20 Heller Braunau am Inn, Rückseite
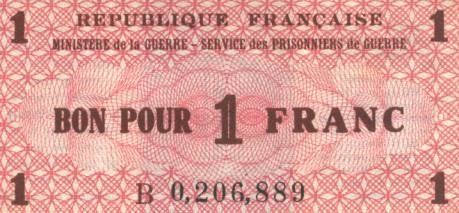
Zweiter Weltkrieg: Lagergeld Frankreich, Vorderseite